# Arbiträrgenerator

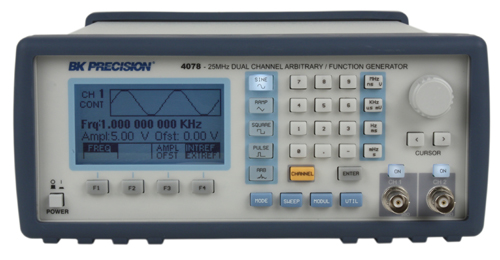
Arbiträrgenerator

Ein Arbiträrgenerator, Arbiträr-Funktionsgenerator oder kurz „Arb-Generator“ (englisch Arbitrary waveform generator, AWG) ist ein Funktionsgenerator, der beliebig geformte Ausgangssignale erzeugen kann.  Arbiträrgeneratoren werden in Forschung, Entwicklung und Service zur Schaltungsentwicklung und -optimierung sowie zu Prüfungszwecken und zur Fehlersuche eingesetzt.

## Aufbau
Arbiträrgeneratoren arbeiten nach dem Prinzip der direkten digitalen Synthese.  Die gewünschte Signalform wird in einem Halbleiterspeicher abgelegt, dessen Speicherstellen durch einen in der Frequenz veränderbaren Adressgenerator zyklisch abgerufen werden. Ein Digital-Analog-Umsetzer mit anschließendem Tiefpassfilter und Ausgangsverstärker erzeugt aus den Zahlenwerten das Ausgangssignal. Ein zentraler Mikroprozessor steuert sämtliche Funktionen des Generators und erlaubt per Tastatur und Display, aber auch über Schnittstellen zu Rechnersystemen (zum Beispiel IEC-Bus oder USB) die Programmierung des Gerätes.
Die Eigenschaften eines Arbiträrgenerators werden wesentlich durch seine maximale Abtastfrequenz bestimmt. Nach dem Abtasttheorem kann die höchste im Ausgangssignal vorkommende Frequenz(-komponente) maximal die halbe Abtastfrequenz erreichen, praktisch durch die endliche Steilheit des Antialiasing-Filters jedoch deutlich weniger. Die Wortbreite (in Bits) des Signalspeichers und D/A-Wandlers bestimmt das erreichbare Signal-Rausch-Verhältnis und damit die realisierbare Signalkomplexität. Gute Standardgeräte bieten heute Abtastraten von 50 MHz und Signalfrequenzen bis 20 MHz bei 14 Bit Auflösung und mindestens 64 K (65536) Worten Speichertiefe. Spitzengeräte erreichen Signalfrequenzen von 500 MHz bei 15 Bit Auflösung und 16 Megasamples Speichertiefe. ASIC-basierte Systeme für HF-Messtechnik erreichen Signalbandbreiten bis jenseits der 50 GHz.
Durch die digitale Synthese können auch sehr langsame Signale erzeugt werden. Die Signalverzerrungen sind im Wesentlichen durch die Qualität des  D/A-Wandlers bestimmt und damit im Allgemeinen wesentlich geringer als bei gewöhnlichen Funktionsgeneratoren, jedoch wird die spektrale Reinheit spezieller Sinus- und HF-Generatoren nicht erreicht. Wesentlich dabei ist die Qualität der anlogen Ausgangselektronik. Deren Verhalten und Schwächen wird oftmals mittels Signalverarbeitung entzerrt.

## Anwendung
Arbiträrgeneratoren werden als universelle Signalquelle im Entwicklungs-, Forschungs-, Test- und auch Servicebereich eingesetzt. Durch die Programmierbarkeit kann ein Arbiträrgenerator mehrere separate, spezifische Geräte ersetzen. Die Grundfunktionen eines Funktionsgenerators (Sinus-, Dreieck/Sägezahn- und Rechteck/Impulssignal) können bei manuell bedienbaren Geräten üblicherweise direkt abgerufen werden. Auch Amplituden- oder frequenzmodulierte Varianten dieser Signale sowie „Bursts“ (Pakete von Schwingungen mit Pausen dazwischen) sind einfach programmierbar, wobei in jedem Fall der eingebaute Mikroprozessor die gewünschte Kurvenform berechnet und im Speicher ablegt. Es existieren aber auch Arbiträrgeneratoren, die ausschließlich über externe Rechner gesteuert werden und keine manuellen Einstellmöglichkeiten bieten.
Komplexere Signale können am externen Rechner mit speziellen Programmen berechnet und über eine Schnittstelle in den Generator geladen werden. So ist es zum Beispiel möglich, ein Nutzsignal mit definierten Störungen und Rauschen zu überlagern, Fading zu simulieren usw. Solche Testsignale werden beispielsweise bei der Prüfung von Datenübertragungseinrichtungen (Modems und anderes) eingesetzt. Auch Ausschnitte von Digitalsignalen wie zum Beispiel einer seriellen Datenübertragung kann man auf diese Weise generieren.
Die zu generierenden Signalformen können, müssen aber nicht synthetisch erzeugt werden. Man kann auch messtechnisch erfasste reale Signale in den Arbiträrgenerator laden und jederzeit wieder abrufen, um mit „echten“ Signalen zu arbeiten, auch wenn der entsprechende Versuchsaufbau oder Proband nicht zur Verfügung steht, zum Beispiel bei Anwendungen in der Medizintechnik.
Im industriellen Umfeld kann beispielsweise ein Servicetechniker bei Fehlern in einer Anlage das interessierende Eingangssignal mit einem Transientenrekorder oder Speicheroszilloskop erfassen und elektronisch (etwa per E-Mail) an den Anlagenhersteller übermitteln, der dann mit Hilfe eines Arbiträrgenerators den Sachverhalt im Labor nachstellen kann.